# Synageles idahoanus
Synageles idahoanus là một loài nhện trong họ Salticidae.
Loài này thuộc chi Synageles. Synageles idahoanus được Willis J. Gertsch miêu tả năm 1934.